# ФК Ђер
Фудбалски клуб Ђер (мађ. Győri ETO FC) пуно име (Győri Egyetértés Torna Osztály Football Club), је Мађарски фудбалски клуб из Ђера, градића средње величине на северозападу Мађарске. Основан је 1904. године под именом Фабрика вагона Ђер ЕТО (Győri Vagongyár ETO). ЕТО је скраћеница од Јединствено гимнастичко одељење. Боје клуба су зелено-беле.

## Име клуба
- 1904: Фабрика вагона Ђер ЕТО
- 1949: Штадаусвахел Ђер (Stadtauswahl Győr)
- 1950: СК Ђери Вашаш ЕТО
- 1952: Ђери Вашаш (Győri Vasas)
- 1953: СД Вашаш Ђер (Vasas SE Győr)
- 1954: СК Вилхелм Пик Вашаш ЕТО Ђер
- 1957: Мађарско Вилхелм Пик фабрика вагона и машина ЕТО Ђер
- 1957: Ђери Вашаш ЕТО
- 1965: Раба ЕТО Ђер
- 1985: ФК Ђер ЕТО
- 1991: ФК Ђер Раба ЕТО (Rába ETO FC Győr)
- 1994: ФК Ђер ЕТО

## Клуб
Фудбалски клуб ФК Ђер ЕТО своје утакмице игра на стадиону ЕТО парк, који има капацитет од 20.000 гледалаца. Клуб је освојио три шампионске титуле Мађарске (1963, 1981/82 и 1982/83) и четири титуле првака Мађарског купа (1965, 1966, 1967, 1979). У Европи је сезоне 1964/65 учествовао у лиги шампиона, где је у полуфиналу заустављен од Бенфике из Лисабона предвођене тада славним Еузебиом, резултат 1:0 и 4:0 за Бенфику.

### Признања
Мађарски лигашки шампион: , , , 
- 1963
- 1981/82
- 1982/83
- 2012/13

Мађарски куп: , , , 
- 1965
- 1966
- 1967
- 1979

Мађарски суперкуп 
- 2013,

### Голгетери мађарских шампионата
- Петер Ханич (1981/82  22’ (гола);
- Петар Бајзат (2006/07  18’ (голова)

### Познати тренери
- Карољ Фогл II
- Нандор Хидегкути
- Лајош Бароти
- Ференц Суса
- Јожеф Киприч

### Познати играчи
- Карољ Палотаји
- Ђула Хајсан
- Петар Вермеш
- Васил Мирита
- Миклош Фехер
- Тамаш Пришкин

## ФК Ђер у европским такмичењима
| Сезона  | Такмичење             | Коло          | Држава          | Клуб               | Резултат           | Име            |
| ------- | --------------------- | ------------- | --------------- | ------------------ | ------------------ | -------------- |
| 1964/65 | Куп шампиона          | кв.           | Источна Немачка | Хеми Лајпциг       | 2-0, 4-2           | Ђери Вашаш ЕТО |
|         |                       | осмина финала | Бугарска        | Локомотива Софија  | 4-3, 3-4           | Ђери Вашаш ЕТО |
|         |                       | четврфинале   | Холандија       | Амстердам          | 1-1, 1-0           | Ђери Вашаш ЕТО |
|         |                       | полуфинале    | Португалија     | Бенфика            | 0-1, 0-4           | Ђери Вашаш ЕТО |
| 1966/67 | Куп победника купова  | 1 коло        | Италија         | Фјорентина         | 0-1, 4-2           | Раба ЕТО Ђер   |
|         |                       | осмина финала | Португалија     | Брага              | 3-0, 0-2           | Раба ЕТО Ђер   |
|         |                       | четвртфинале  | Белгија         | Стандаед Лијеж     | 2-1, 0-2           | Раба ЕТО Ђер   |
| 1967/68 | Куп победника купова  | 1 коло        | Кипар           | Аполон Лимасол     | 2-1, 4-0           | Раба ЕТО Ђер   |
|         |                       | оминафинала   | Италија         | Милан              | 2-2, 1-1           | Раба ЕТО Ђер   |
| 1968/69 | Куп победника купова  | 1 коло        | Румунија        | Динамо Букурешт    |                    | Раба ЕТО Ђер   |
| 1969/70 | Куп сајамских градова | 1 коло        | Швајцарска      | Лозана спорт       | 2-1, 2-1           | Раба ЕТО Ђер   |
|         |                       | 2 коло        | Шпанија         | Барселона          | 2-3, 0-2           | Раба ЕТО Ђер   |
| 1974/75 | Куп УЕФА              | 1 коло        | Бугарска        | Локомотива Пловдив | 1-3, 3-1 (5-4 пен) | Раба ЕТО Ђер   |
|         |                       | 2 коло        | Њемачка         | Фортуна Диселдорф  | 2-0, 0-3           | Раба ЕТО Ђер   |
| 1979/80 | Куп победника купова  | 1 коло        | Италија         | Јувентус           | 0-2, 2-1           | Раба ЕТО Ђер   |
| 1982/83 | Куп шампиона          | 1 коло        | Белгија         | Стандард Лијеж     | 0-5, 3-0           | Раба ЕТО Ђер   |
| 1983/84 | Куп шампиона          | 1 коло        | Исланд          | Викингур Рејкјавик | 2-1, 2-0           | Раба ЕТО Ђер   |
|         |                       | осмина финала | Совјетски Савез | Динамо Минск       | 3-6, 1-3           | Раба ЕТО Ђер   |
| 1984/85 | Куп УЕФА              | 1 коло        | Енглеска        | Манчестер јунајтед | 0-3, 2-2           | Раба ЕТО Ђер   |
| 1985/86 | Куп УЕФА              | 1 коло        | Чехословачка    | Бохимијанс Праг    | 3-1, 1-4 (пр)      | Ђер ЕТО        |
| 1986/87 | Куп УЕФА              | 1 коло        | Совјетски Савез | Динамо Минск       | 4-2, 0-1           | Ђер ЕТО        |
|         |                       | 2 коло        | Италија         | Торино             | 0-4, 1-1           | Ђер ЕТО        |
| 2003    | Интертото куп         | 1 коло        | Кипар           | Етникос Ашна       | 1-1, 2-2           | Ђер ЕТО        |
|         |                       | 2 коло        | Шпанија         | Расинг Сантандер   | 0-1, 2-1           | Ђер ЕТО        |
| 2008/09 | Куп УЕФА              | 1 коло кв.    | Грузија         | Зестапони          | 1-1, 2-1           | Ђер ЕТО        |
|         |                       | 2 коло кв.    | Њемачка         | Штутгарт           | 1-4, 1-2           | Ђер ЕТО        |
| 2010/11 | УЕФА лига Европе      | 1 коло кв.    | Словачка        | Њитра              | 3-1, 2-2           | Ђер ЕТО        |
|         |                       | 2 коло кв.    | Казахстан       | Атирау             | 2-0, 3-0           | Ђер ЕТО        |
|         |                       | 3 коло кв.    | Француска       | Монпеље            | 0-1, 1-1 (4-3 пен) | Ђер ЕТО        |
|         |                       | плеј оф       | Хрватска        | Динамо Загреб      | 0-2, 1-2           | Ђер ЕТО        |